# Boardwalk Empire
Boardwalk Empire est une série télévisée américaine en 56 épisodes d'environ 50 minutes créée par Terence Winter d'après le livre Boardwalk Empire: The Birth, High Times and the Corruption of Atlantic City de Nelson Johnson et diffusée entre le 19 septembre 2010 et le 26 octobre 2014 sur HBO. Le générique de début est le titre Straight Up and Down de The Brian Jonestown Massacre. Le premier épisode a été réalisé par Martin Scorsese.
En France, cette série est diffusée depuis le 19 décembre 2010 sur Orange Cinemax, chaîne renommée ensuite OCS Max et depuis le 25 mars 2012 sur Paris Première. En Belgique, cette série est diffusée depuis le 22 février 2011 sur BeTV et depuis le 22 avril 2012 sur la RTBF. Au Québec, elle a été diffusée à Super Écran, puis à l'automne 2012 sur Historia. En Suisse, la série est diffusée depuis le 13 novembre 2011 sur RTS Un.
La série se déroule principalement à Atlantic City pendant la Prohibition et suit pendant cinq saisons l’ascension puis la chute d'un trafiquant d'alcool, interprété par Steve Buscemi. Elle a été globalement très bien accueillie par la critique, particulièrement pour son style visuel, sa représentation des personnages historiques et l'interprétation de Steve Buscemi. Elle a remporté au total vingt Emmy Awards ainsi que le Golden Globe de la meilleure série télévisée dramatique en 2011.

## Synopsis
Le titre Boardwalk Empire signifie « L'Empire de la promenade », il fait référence à l'empire criminel de la promenade d'Atlantic City.

### Saison 1
En 1920, à Atlantic City, le trésorier du comté Enoch « Nucky » Thompson, qui détient le véritable pouvoir sur la ville, décide de se lancer dans le trafic illégal d'alcool au moment où débute la Prohibition. Pour le seconder, il fait appel à James « Jimmy » Darmody, un jeune vétéran de la Première Guerre mondiale qu'il a pris sous son aile, ainsi qu'à son frère, le shérif du comté Elias Thompson. Nucky Thompson étend progressivement son réseau mais ne tarde pas à rencontrer la concurrence de trafiquants d'autres villes comme Chicago ou New York, où s'élèvent des gangsters tels que Lucky Luciano, Al Capone et Meyer Lansky, et d'attirer l'attention de l'agent du Gouvernement Nelson Van Alden. Parallèlement à ses activités illégales, Nucky a une vie privée tumultueuse et s'éprend de Margaret Schroeder, une jeune veuve.

### Saison 2
En 1921, le Commodore et son fils Jimmy organisent un complot pour mettre Nucky hors jeu et reprendre la ville d'Atlantic City.

### Saison 3
1922, Nucky change d’organisation de distribution d'alcool en la livrant dans son intégralité à Rothstein qui se charge de la répartition. Mais Gyp Rosetti, un homme de main de Masseria à New York veut déclarer la guerre à Atlantic City en utilisant ce prétexte pour prendre le pouvoir. Ainsi, lui et ses hommes prennent possession de la station-service de Tabor Heights sur la route entre Atlantic City et New York pour bloquer ces convois. Mais Nucky ne peut pas s'occuper de lui car Gyp est protégé par Rothstein et Masseria à New York. Mais Nucky a l'esprit ailleurs en fréquentant l’actrice Billie Kent (au détriment de son épouse Margaret qui a ouvert un hôpital pour femme) et cherche à tout prix à sauver sa tête mise à prix par le gang de politiciens véreux de l'Ohio en pleine tourmente en sacrifiant George Remus. Alors que Margaret fréquente Owen Slater, Elias sorti de prison travaille pour Mickey Doyle dans les convois. Pendant ce temps, Nelson Van Alden s'est enfui à Chicago pour devenir vendeur de fer à repasser avant de se reconvertir dans les fleurs chez un concurrent d'Al Capone.
Pendant ce temps, Richard Harrow descend Manny Horowitz pour se venger de la mort d'Angela Darmody, puis commence à fréquenter Julia avec qui il entame une relation amoureuse. Toutefois, Gillian Darmody connait des soucis pour prouver la disparition de son fils pour gérer la maison du Commodore transformé en bordel. Ainsi, elle rencontre un jeune homme ressemblant à son fils et le tue tout en le faisant passer pour lui. Mais Harrow sentant la situation malsaine veut emmener le petit Tommy (enfermé dans la maison avec sa grand-mère) avec lui chez Julia en vain.
Mais bientôt la situation dégénère, Billie Kent et Owen Slater sont tués et le domestique Kessler gravement blessé, Gyp réussit à corrompre le shérif et le maire d'Atlantic City et Nucky doit se cacher d'abord chez Chalky, puis dans une scierie, alors que Gyp prend possession de la maison du Commodore et a une relation avec la patronne. Mais grâce à un accord conclu entre Elias et Al Capone, les renforts de New York sont tués, tandis que la bande de Rosetti est tuée chez le Commodore par Harrow qui en profite pour emmener Tommy chez Julia avant de disparaitre. Toutefois, Gyp ayant réussi à s'enfuir retrouve les survivants du massacre à Tabor Heights le lendemain. Mais il est poignardé dans le dos par l'un de ses hommes (que Nucky avait capturé avant de le relâcher). Margaret décide de s'éloigner de Nucky en s'installant à New York avec les enfants.

### Saison 4
L'Onyx Club a été construit à l'emplacement de la salle de spectacles de Babette. Chalky White en a obtenu la gérance, tel que promis par Nucky Thompson. Ce dernier cherche à établir une nouvelle source d'importation d'alcool sur la côte est : du rhum de Cuba accostant en Floride, en route par camions vers le nord. À son insu, les mafieux new-yorkais utilisent ses convois pour le transport d'héroïne. 
Le polyvalent Valentin Narcisse (prédicateur, agent artistique, mafieux d'Harlem) s'établit à Atlantic City pour débuter le commerce de l'héroïne et éventuellement prendre le contrôle de la ville à l'aide de ses alliés de New York. 
Gillian Darmody se bat en cour pour obtenir la garde de son petit-fils et contre son addiction héritée de Gyp Rosetti. 
À Chicago, Al Capone prend davantage de responsabilités. Son clan s'implique dans les élections de la ville voisine Cicero et entre encore en conflit avec les irlandais menés par O'Banion.

### Saison 5
1930, Nucky vivant à Cuba est victime d'une tentative d'assassinat de la part de Johnny Torrio, officiellement retraité à New York, avec la complicité de Charlie Luciano et de Meyer Lansky, les nouveaux rois du crime organisé de New York après la mort de Rothstein et Masseria. Une nouvelle guerre va éclater. Margaret retrouve Nucky pour demander de l'aider afin de régler une dette envers la veuve de Rothstein. Mais Sally meurt dans un contrôle de police qui tourne mal à Cuba.
À Chicago, Elias Thomson a rejoint le gang d'Al Capone (nouveau roi de Chicago) où il est en équipe avec Nelson Van Alden. Mais les deux hommes sont contraints par les autorités de trahir leur patron en lui volant son livre des comptes et Nelson paiera de sa vie, tandis qu'Elias réussit à s'enfuir après avoir fait sa part. Pendant ce temps, Chalky White s'évade d'un camp de prisonnier pour mener sa vengeance contre le Docteur Narcisse. Mais il retrouve Daughter chez le docteur et lui sauve sa vie au détriment de la sienne.
Durant toute la saison, des scènes de flashback montrent l'ascension de Nucky en tant que groom, puis de shérif adjoint d'Atlantic City tout en voulant rendre service au Commodore. Durant ces années, il rencontre sa femme, mais connait des difficultés relationnelles avec son père. Un jour, il met la main sur une enfant voleuse orpheline, Gillian Darmody. À la fin de la saison, il présente la jeune fille au Commodore pour satisfaire de pédophile, contre le titre de shérif.
En 1931, les événements se succèdent rapidement. L'empire d'Al Capone va s'écrouler avec la future inculpation de ce dernier pour fraude boursière. À Atlantic City, Nucky met la main sur un des hommes de Charlie, pendant que ce dernier kidnappe son neveu William qui travaille au département de la Justice. Charlie exige un échange. Mais l'échange se déroule mal et Nucky se voit contraint de confier ses affaires à Charlie et Meyer contre la vie de son neveu. Ainsi, Nucky se retire des affaires, tandis que Charlie fait exécuter le Docteur Narcisse et devient le nouveau chef du crime organisé américain.
Nucky, retiré des affaires, réalise une excellente opération boursière grâce à Margaret et va quitter définitivement Atlantic City après avoir retrouvé son frère Elias et Gillian Damordy en hôpital psychiatrique pour la dernière fois. Mais le soir venu, Enoch Thomson est tué par Tommy Darmody sur la promenade d'Atlantic City.

## Distribution

### Acteurs principaux
- Steve Buscemi (VF : Edgar Givry) : Enoch « Nucky » Thompson. est basé sur le gangster Enoch L. Johnson
- Michael Pitt (VF : Emmanuel Garijo) : James « Jimmy » Darmody
- Kelly Macdonald (VF : Julie Turin) : Margaret Schroeder, née Rohan
- Michael Shannon (VF : David Kruger) : Nelson Van Alden
- Shea Whigham (VF : Stéphane Bazin) : Shérif Elias Thompson
- Michael Stuhlbarg (VF : Pierre-François Pistorio) : Arnold Rothstein
- Stephen Graham (VF : Emmanuel Curtil) : Al Capone
- Vincent Piazza (VF : Mathieu Buscatto) : Charles « Lucky » Luciano
- Michael K. Williams (VF : Jean-Paul Pitolin) : Albert « Chalky » White
- Dabney Coleman (VF : Jean-François Laley (saison 1) puis Marc Cassot (saison 2)) : Commodore Louis Kaestner (saisons 1 et 2).
- Charlie Cox (VF : Axel Kiener) : Owen Slater (saison 2 et 3)
- Paul Sparks (VF : Ludovic Baugin) : Mickey Doyle
- Jack Huston (VF : Xavier Fagnon) : Richard Harrow
- Gretchen Mol (VF : Barbara Beretta): Gillian Darmody
- Bobby Cannavale (VF : Emmanuel Jacomy) : Gyp Rosetti (saison 3)
- Ron Livingston (VF : Pierre Tessier) : Roy Philips (principal saison 4 uniquement)
- Jeffrey Wright (VF : Frantz Confiac) : Dr Valentin Narcisse

### Acteurs récurrents
- Greg Antonacci (en) (VF : José Luccioni) : Johnny Torrio
- Anatol Yusef (en) : (VF : Cédric Dumond) : Meyer Lansky
- Nick Sandow (VF : Philippe Roullier) : Waxey Gordon
- Michael Zegen (VF : Alexis Tomassian) : Benjamin Siegel
- William Hill (VF : Jacques Bouanich) : George O'Neill
- Aleksa Palladino (VF : Laura Préjean) : Angela Darmody (saisons 1 et 2)
- Paz de la Huerta (VF : Karine Foviau) : Lucille « Lucy » Danziger (saisons 1 et 2)
- Anthony Laciura (en) (VF : Georges Claisse) : Eddie Kessler
- Chase Coleman (en) (VF : Damien Boisseau) : Billy Winslow
- Stephen DeRosa (en) (VF : Éric Legrand, 2e voix saisons 3 et 4) : Eddie Cantor
- Nisi Sturgis (VF : Noémie Orphelin) : June Thompson
- Meg Chambers Steedle (en) (VF : Camille Donda) : Billie Kent
- Erik LaRay Harvey (VF : Jean-Baptiste Anoumon) : Dunn Purnsley
- Kevin O'Rourke (VF : Patrick Messe) : Edward L. Bader
- Erik Weiner (en) : Eric Sebso
- Marcella Lentz-Pope (VF : Adeline Moreau) : Mae Capone
- Julianne Nicholson (VF : Danièle Douet) : Esther Randolph
- Stephen Root (VF : Jacques Frantz) : Gaston Means (en)
- Christopher McDonald (VF : Bernard Métraux) : Harry M. Daugherty - Procureur général des États-Unis
- James Cromwell (VF : Michel Ruhl) : Andrew W. Mellon – Secrétaire du Trésor des États-Unis
- Adam Mucci : adjoint Halloran
- Ivo Nandi (VF : Cyrille Monge) : Joe Masseria – Leader de la mafia de New York.
- Arron Shiver (VF : Benoît DuPac) : Dean O'Banion
- Max Casella (VF : Patrice Baudrier) : Leo D'Alessio
- Edoardo Ballerini (en) (VF : Bruno Choël) : Ignatius D'Alessio
- William Forsythe (VF : Paul Borne) : Manny Horvitz
- Ty Michael Robinson (VF : Taric Mehani) : Samuel Crawford
- Chris Caldovino : Tonino Sandrelli
- Christiane Seidel (VF : Véronique Alycia) : Sigrid Mueller
- Kevin Csolak (VF : Gabriel Bismuth-Bienaimé) : Willie Thompson #1
- Katherine Waterston (VF : Claire Guyot) : Emma Harrow
- Will Janowitz (en) (VF : Didier Cherbuy) : Hymie Weiss
- Brian Geraghty (VF : Geoffrey Vigier) : agent Warren Knox / Jim Tolliver (saison 4)
- Domenick Lombardozzi (VF : Jérôme Pauwels) : Ralph Capone (saison 4)
- Morgan Spector (VF : Lionel Tua) : Frank Capone (saison 4)
- Ben Rosenfield (VF : Gabriel Bismuth-Bienaimé) : Willie Thompson #2
- Eric Ladin (en) (VF : Jérémy Prévost) : J. Edgar Hoover – le 1er directeur du FBI (saison 4)
- Margot Bingham (VF : Géraldine Asselin) : Daughter Maitland (saison 4)
- Patricia Arquette (VF : Laurence Crouzet) : Sally Wheet (saison 4)
- Owen Campbell (VF : Benjamin Bollen) : Clayton (saison 4)
- Jacob A. Ware (VF : Sylvain Agaësse) : agent Selby (saison 4)
- Surya Botofasina (VF : Jean-Michel Vaubien) : De-Ernie Coates (saison 4)
- Paul Calderon (VF : Gilles Morvan) : Arquimedes (saison 5)
- Giampiero Judica (VF : Julien Kramer) : Salvatore Maranzano (saison 5)
- Matt Letscher (VF : Georges Caudron) : Joseph Kennedy (saison 5)
- Louis Cancelmi (VF : Franck Capillery) : Mike D'Angelo (saison 5)
- Ian Hart (VF : Patrick Béthune) : Ethan Thompson (saison 5)
- Erin Dilly (en) (VF : Claire Guyot) : Eleanor Thompson (saison 5)
- John Ellison Conlee (VF : Nicolas Marié) : le commodore Louis Kaestner jeune (saison 5)
- Oakes Fegley (VF : Gwenaëlle Jegou) : Elias « Eli » Thompson enfant (saison 5)
- Marc Pickering (VF : Sébastien Desjours) : Enoch Thompson jeune (saison 5)
- Madeleine Rose Yen (VF : Fanny Bloc) : Gillian Darmody jeune (saison 5)
- Nolan Lyons (VF : Brigitte Lecordier) : Enoch Thompson enfant (saison 5)
- Boris McGiver : Sheriff Peter Lindsay (saison 5)

- Version française
  - Société de doublage : Studio Chinkel[2]
  - Direction artistique : José Luccioni[2]
  - Adaptation des dialogues : Ludovic Manchette, Christian Niemiec, Régis Ecosse et Stéphane Guissant[2]

Source VF : Doublage Séries Database

## Production

### Développement

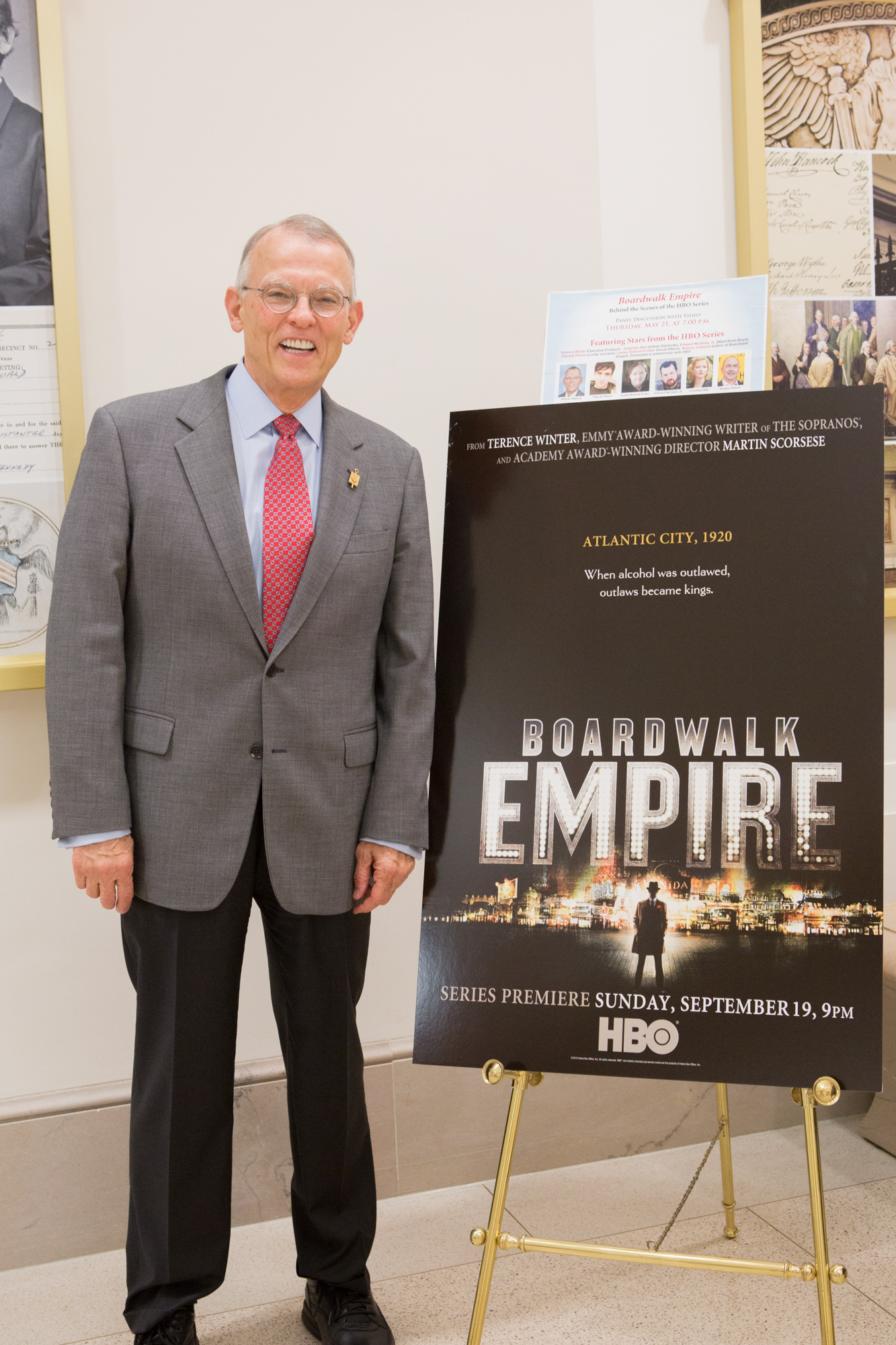
Nelson Johnson, auteur du livre ayant inspiré la série, posant à côté d'une affiche promotionnelle de Boardwalk Empire.

La série est développée à partir de mars 2007 avec comme inspiration principale le livre Boardwalk Empire: The Birth, High Times and the Corruption of Atlantic City de Nelson Johnson, ayant pour thème la vie du mafieux américain Enoch L. Johnson. Terence Winter, qui a auparavant travaillé sur la série Les Soprano, est engagé en juin 2008 pour écrire le scénario de l'épisode pilote. Winter décide de situer l'action au début des années 1920 alors que la Prohibition vient d'être instaurée.
HBO commande le pilote en juillet 2008, et celui-ci est réalisé par Martin Scorsese, pour un coût de production s'élevant à 18 millions de dollars, dont cinq millions consacrés à la reproduction de 100 mètres de long du boardwalk d'Atlantic City. C'est le premier épisode de série télévisée réalisé par Scorsese depuis un épisode d'Histoires fantastiques en 1986. HBO commande une saison complète le 1er septembre 2009.

### Choix des interprètes
Pour le rôle principal de Nucky Thompson, Martin Scorsese souhaite travailler avec Steve Buscemi car il n'en a jamais eu l'occasion et qu'il estime que sa palette d'acteur est très large. Terence Winter, qui a côtoyé Buscemi sur Les Soprano, envoie le scénario du pilote à l'acteur, qui accepte avec enthousiasme après l'avoir lu. Le casting de Steve Buscemi, qui intervient à la fin de l'année 2008, est suivi en janvier 2009 de ceux de Michael Pitt, Kelly Macdonald et Michael Shannon, qui tiennent les principaux seconds rôles.

### Tournage

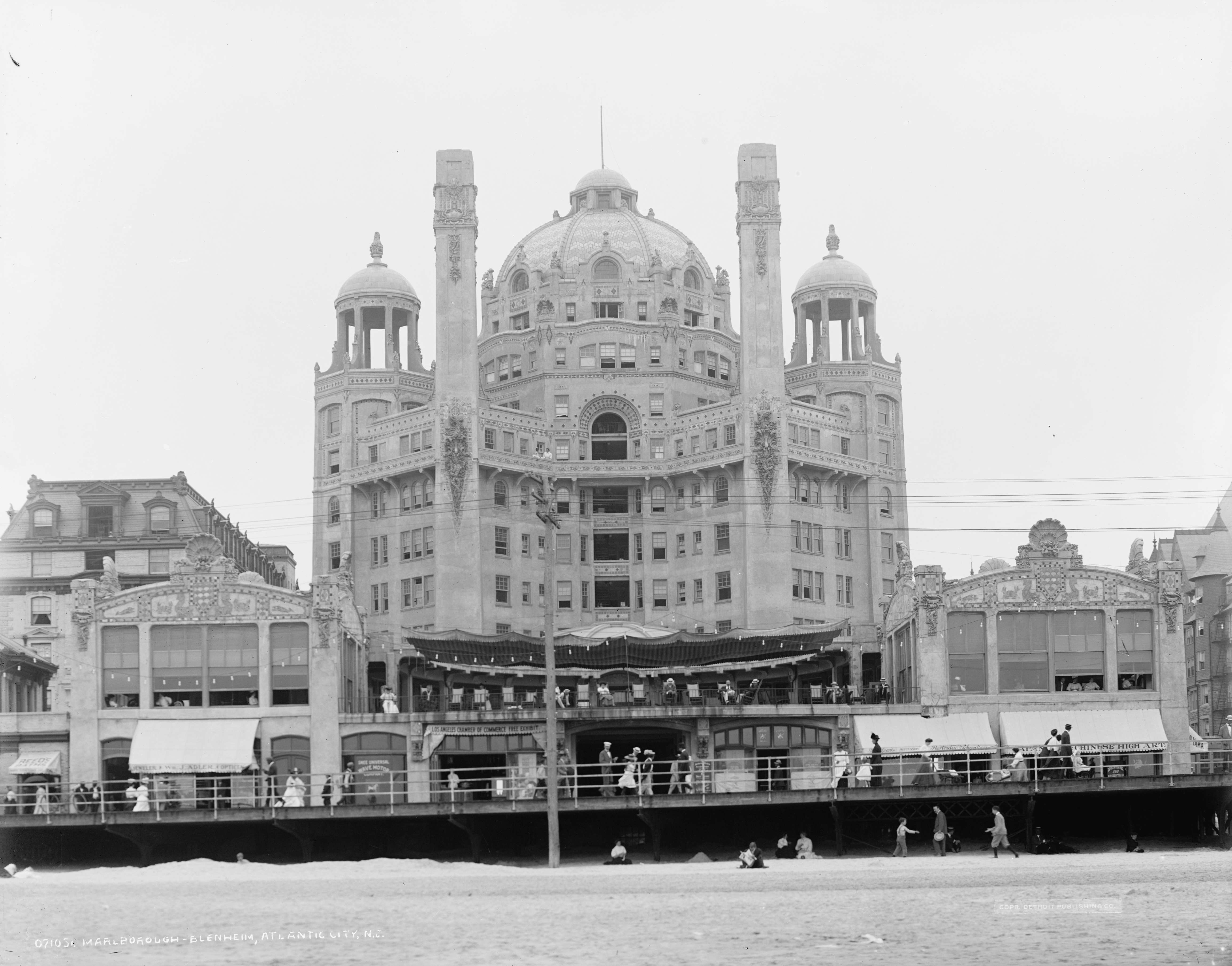
Photographie de l'hôtel Marlborough-Blenheim, dont une reproduction apparaît dans la série télévisée.

Le tournage du pilote se déroule à New York et dans ses alentours en juin 2009. L'épisode réalisé par Martin Scorsese établit l'aspect visuel de la série, que les réalisateurs ultérieurs sont ensuite chargés d'imiter. Scorsese, même s'il ne réalise pas d'autres épisodes par la suite, reste impliqué dans la production de la série et les orientations qui lui sont données.
Les effets spéciaux sont confiés à la société Brainstorm Digital, basée à Brooklyn, à qui les producteurs demandent des effets en haute définition dignes d'un long métrage. La compagnie s'inspire de photographies d'archives, de cartes postales et de plans architecturaux pour recréer l'Atlantic City des années 1920 aussi fidèlement que possible. Les costumes sont fabriqués méticuleusement d'après des livres sur la confection de vêtements datant des années 1920 et trouvés aux archives du Fashion Institute of Technology, et des modèles exposés au Brooklyn Museum et au Metropolitan Opera. Certains des costumes pour hommes ont été créés par les tailleurs de Martin Greenfield Clothiers.

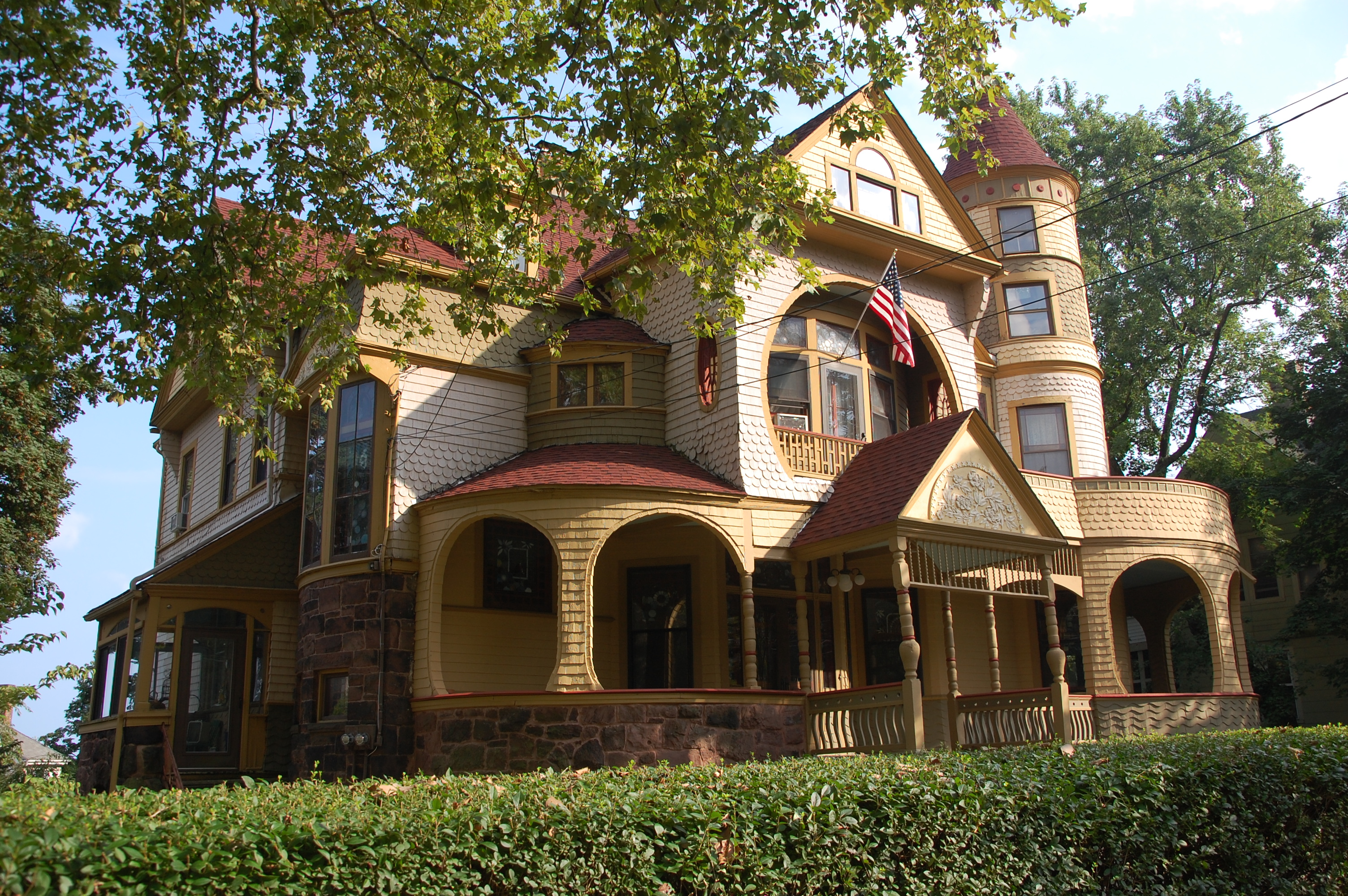
Une maison de Staten Island souvent utilisée comme décor de la série.

Le titre Straight Up and Down de The Brian Jonestown Massacre est choisi comme générique de début. Ce choix d'avoir une musique moderne pour une série d'époque est expliqué par Terence Winter par le souhait de créer une « sensation d'imprévu ». La musique de la série est composée de chansons des années 1890s à 1920 qui sont interprétées par des artistes tels que Regina Spektor, Leon Redbone, Loudon Wainwright III, Martha Wainwright et Nellie McKay.

### Diffusion et audiences
Le premier épisode de la série est diffusé sur HBO le 19 septembre 2010 et réunit 4,81 millions de téléspectateurs. La série se termine le 26 octobre 2014 après quatre saisons de douze épisodes et une cinquième saison de huit épisodes. Les cinq saisons réalisent respectivement des audiences moyennes de 3,17 millions, 2,73 millions, 2,32 millions, 2,05 millions et 2,01 millions de téléspectateurs.

## Accueil critique
La première saison recueille 93 % de critiques positives, avec une note moyenne de 8,4/10 et sur la base de 46 critiques collectées, sur le site Rotten Tomatoes. Le consensus général des critiques est que cette « série criminelle dramatique violente, qui donne à réfléchir et qui est reconstituée avec un luxe de détails est d'une profondeur et d'une envergure peu commune ». Elle obtient un score de 88/100, sur la base de 31 critiques collectées, sur Metacritic.
La deuxième saison recueille 88 % de critiques positives, avec une note moyenne de 8,3/10 et sur la base de 25 critiques collectées, sur le site Rotten Tomatoes. Le consensus général des critiques est que la série « fouille plus profondément ses fascinants personnages secondaires et sa somptueuse fresque d’ambiguïté morale ». Elle obtient un score de 82/100, sur la base de 14 critiques collectées, sur Metacritic.
La troisième saison recueille 87 % de critiques positives, avec une note moyenne de 8,6/10 et sur la base de 31 critiques collectées, sur le site Rotten Tomatoes. Le consensus général des critiques est que « Bobby Cannavale apporte avec son rôle de mafieux exalté un sens du danger et une énergie particulière à cette saison qui demeure fastueuse, pleine de rebondissements et violente ». Elle obtient un score de 76/100, sur la base de 15 critiques collectées, sur Metacritic.
La quatrième saison recueille 97 % de critiques positives, avec une note moyenne de 8/10 et sur la base de 31 critiques collectées, sur le site Rotten Tomatoes. Le consensus général des critiques est que la série « continue à bénéficier de ses reconstitutions méticuleuses mais que son principal atout demeure sa distribution extrêmement talentueuse ». Elle obtient un score de 77/100, sur la base de 13 critiques collectées, sur Metacritic.
La cinquième saison recueille 88 % de critiques positives, avec une note moyenne de 7,8/10 et sur la base de 25 critiques collectées, sur le site Rotten Tomatoes. Le consensus général des critiques est que cette « dernière saison est aussi visuellement impressionnante et bien interprétée que les précédentes mais que c'est l'accent mis sur le passé de Nucky Thompson qui est particulièrement gratifiant ». Elle obtient un score de 83/100, sur la base de 12 critiques collectées, sur Metacritic.

## Distinctions
Cette section récapitule les principales récompenses et nominations obtenues par Boardwalk Empire. Pour une liste plus complète, se référer à l'Internet Movie Database.

### Récompenses
- Golden Globes 2011 : Meilleure série dramatique
- Golden Globes 2011 : Meilleur acteur dans une série dramatique pour Steve Buscemi
- Emmy Awards 2011 : Meilleure réalisation pour une série télévisée dramatique pour Martin Scorsese
- Emmy Awards 2011 : Meilleure distribution pour une série dramatique
- Emmy Awards 2011 : Meilleure photographie pour une série
- Emmy Awards 2011 : Meilleur montage pour une série dramatique
- Emmy Awards 2011 : Meilleurs décors pour une série
- Emmy Awards 2011 : Meilleur montage sonore pour une série
- Emmy Awards 2011 : Meilleurs maquillages pour une série
- Emmy Awards 2011 : Meilleurs effets visuels pour une série
- Screen Actors Guild Awards 2011 : Meilleur acteur dans une série télévisée dramatique pour Steve Buscemi
- Screen Actors Guild Awards 2011 : Meilleure distribution pour une série télévisée dramatique
- Emmy Awards 2012 : Meilleure réalisation pour une série télévisée dramatique pour Timothy Van Patten
- Emmy Awards 2012 : Meilleure photographie pour une série
- Emmy Awards 2012 : Meilleurs décors pour une série
- Emmy Awards 2012 : Meilleurs effets visuels secondaires pour une série
- Screen Actors Guild Awards 2012 : Meilleur acteur dans une série dramatique pour Steve Buscemi
- Screen Actors Guild Awards 2012 : Meilleure distribution dans une série dramatique
- Emmy Awards 2013 : Meilleur acteur dans un second rôle dans une série télévisée dramatique pour Bobby Cannavale
- Emmy Awards 2013 : Meilleurs décors pour une série
- Emmy Awards 2013 : Meilleur montage sonore pour une série
- Emmy Awards 2013 : Meilleur mixage du son pour une série
- Emmy Awards 2013 : Meilleures coiffures pour une série
- Emmy Awards 2014 : Meilleurs décors pour une série d'époque
- Emmy Awards 2015 : Meilleure photographie pour une série
- Emmy Awards 2015 : Meilleurs décors pour une série d'époque

### Nominations
- Golden Globes 2011 : Meilleure actrice dans un second rôle dans une série, une mini-série ou un téléfilm pour Kelly Macdonald
- Emmy Awards 2011 : Meilleure série télévisée dramatique
- Emmy Awards 2011 : Meilleur acteur dans une série télévisée dramatique pour Steve Buscemi
- Emmy Awards 2011 : Meilleure actrice dans un second rôle dans une série télévisée dramatique pour Kelly Macdonald
- Emmy Awards 2011 : Meilleure réalisation pour une série télévisée dramatique pour Jeremy Podeswa
- Golden Globes 2012 : Meilleure série dramatique
- Golden Globes 2012 : Meilleur acteur dans une série dramatique pour Steve Buscemi
- Golden Globes 2012 : Meilleure actrice dans un second rôle dans une série, une mini-série ou un téléfilm pour Kelly Macdonald
- Emmy Awards 2012 : Meilleure série télévisée dramatique
- Emmy Awards 2012 : Meilleur acteur dans une série télévisée dramatique pour Steve Buscemi
- Golden Globes 2013 : Meilleure série dramatique
- Golden Globes 2013 : Meilleur acteur dans une série dramatique pour Steve Buscemi
- Emmy Awards 2013 : Meilleure réalisation pour une série télévisée dramatique pour Timothy Van Patten
- Screen Actors Guild Awards 2013 : Meilleur acteur dans une série télévisée dramatique pour Steve Buscemi
- Screen Actors Guild Awards 2013 : Meilleure distribution pour une série télévisée dramatique
- Emmy Awards 2014 : Meilleure réalisation pour une série télévisée dramatique pour Timothy Van Patten
- Screen Actors Guild Awards 2014 : Meilleur acteur dans une série télévisée dramatique pour Steve Buscemi
- Screen Actors Guild Awards 2014 : Meilleure distribution pour une série télévisée dramatique
- Emmy Awards 2015 : Meilleure réalisation pour une série télévisée dramatique pour Timothy Van Patten
- Screen Actors Guild Awards 2015 : Meilleur acteur dans une série télévisée dramatique pour Steve Buscemi
- Screen Actors Guild Awards 2015 : Meilleure distribution pour une série télévisée dramatique